# Liste der Kardinalskreierungen Gregors V.
Papst Gregor V. kreierte in seinem dreijährigen Pontifikat (996–999) 12 Kardinäle.

## Kardinalskreierungen

### 996
- Azzo – Kardinalbischof von Ostia, † 998
- Johannes – Kardinalbischof von Albano, † 1001
- Petrus – Kardinalbischof von Palestrina, † 1015
- Johannes – Kardinalpriester (Titelkirche unbekannt), † unbekannt
- Petrus – Kardinalpriester (Titelkirche unbekannt), † unbekannt
- Johannes Philagathos – Kardinal (Titelkirche unbekannt), ab Februar oder März 997 Gegenpapst Johannes XVI., † 26. August 1001
- Siccone – Kardinalpriester (Titelkirche unbekannt), ab dem 16. Mai 1003 Papst Johannes XVII., † 6. November 1003
- Amicus – Kardinalpriester (Titelkirche unbekannt), † unbekannt

### 997
- Benedikt – Kardinalbischof von Sabina, † vor 1015

### 998
- Gregor – Kardinalbischof von Ostia, † vor 1003
- Benedikt – Kardinalbischof von Porto, † vor 1001
- Gerbert, O.S.B. – Kardinalpriester (Titelkirche unbekannt), ab dem 28. Februar 999 Papst Silvester II., † 12. Mai 1003